# Václav Ježek

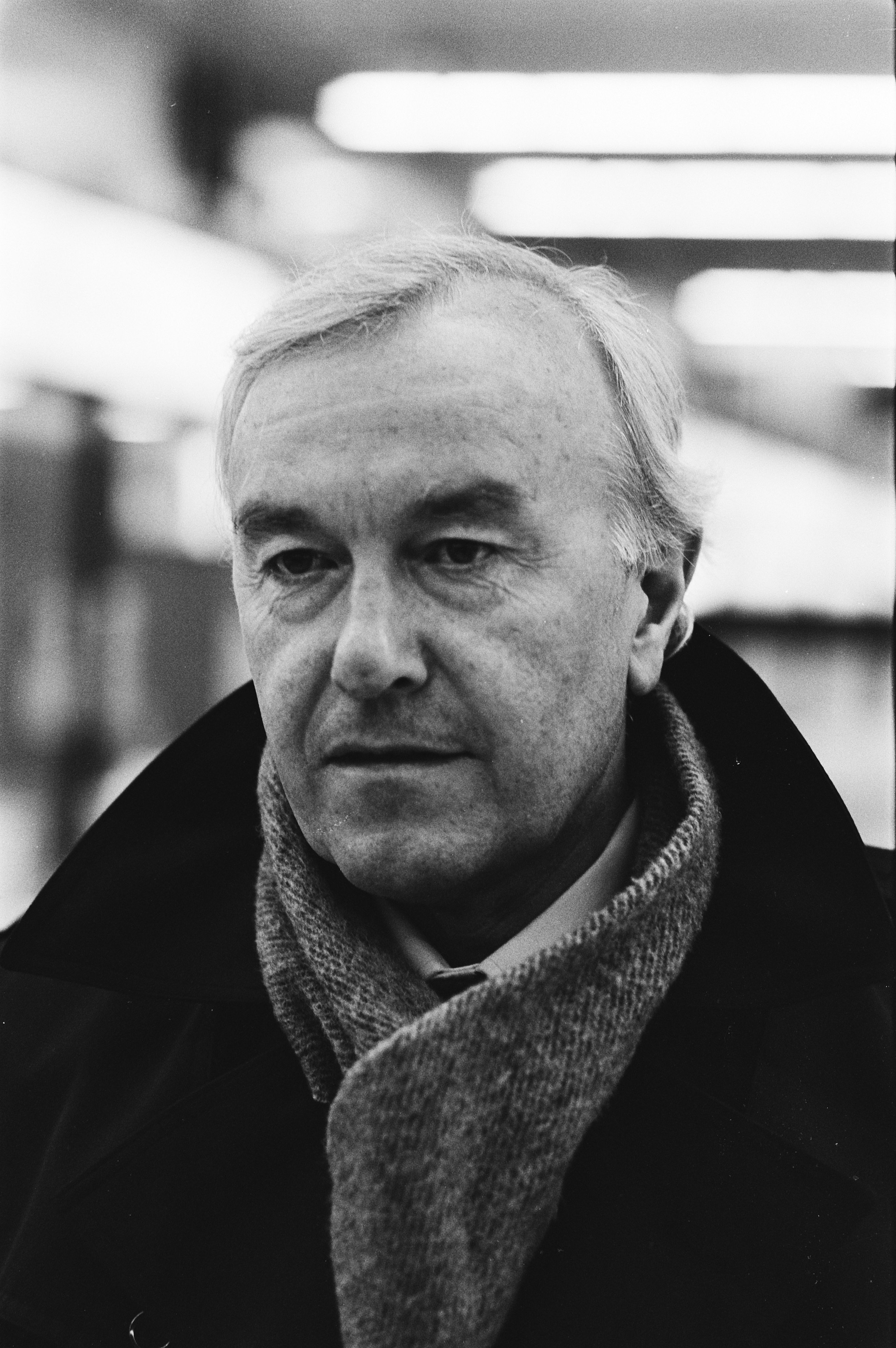
Václav Ježek, 1979

Václav Ježek (* 1. Oktober 1923 in Zvolen; † 27. August 1995 in Prag) war ein tschechoslowakischer Fußballspieler und -trainer.

## Spielerkarriere
Václav Ježek spielte nie für größere Klubs und auch nie in der 1. Liga. Seine Stationen waren Slavia Banská Bystrica, SK Jaroměř, SK Dvůr Králové, Spartak Úpice, Spartak Hradec Králové, Střela Milovice, Dukla Brno und Tatran Liberec.

## Trainerkarriere
Er begann als Jugendtrainer bei Tatran Liberec, anschließend bekleidete er diese Position auch bei Jiskra Liberec. Bei Lokomotiva Česká Lípa trainierte er die Erwachsenenmannschaft. Einen Namen machte er sich zwischen 1959 und 1963 als Jugendcheftrainer bei Dukla Prag. Von 1963 bis 1969 war er Cheftrainer bei Sparta Prag und gewann 1965 und 1967 die Meisterschaft, 1964 den Tschechoslowakischen Pokal und den Mitropapokal. Danach betreute er von 1969 bis 1972 die Mannschaft von ADO Den Haag.
Er wurde Trainer der Tschechoslowakischen Fußballnationalmannschaft, mit der 1976 die Europameisterschaft in Jugoslawien gewann. 1978 ging er erneut nach Holland, diesmal zu Feyenoord Rotterdam, wo er bis 1982 blieb. Danach übernahm Ježek für zwei Jahre wieder Sparta Prag. Zwischen 1984 und 1986 war er Trainer beim FC Zürich und anschließend wieder für zwei Saisonen bei Sparta Prag. Von 1988 bis 1990 arbeitete er als Assistenztrainer bei der Nationalmannschaft.
1991 ging er überraschend zum größten Rivalen von Sparta, Slavia Prag, wo er zusammen mit Vlastimil Petržela die Mannschaft trainierte. Er übernahm 1993 für sechs Spiele die Auswahl der Tschechen und Slowaken, scheiterte mit ihr aber in der Qualifikation für die Fußball-Weltmeisterschaft 1994 in den USA.

### Vereine
- Tatran Liberec, Jugend
- Jiskra Liberec, Jugend
- Lokomotiva Česká Lípa
- Dukla Prag, Cheftrainer Jugendbereich (1959–1963)
- Sparta Prag (1963–1969)
- ADO Den Haag (1969–1972)
- Tschechoslowakische Fußballnationalmannschaft (1972–1978)
- Feyenoord Rotterdam (1978–1982)
- Sparta Prag (1982–1984)
- FC Zürich (1984–1986)
- Sparta Prag (1986–1988)
- Tschechoslowakische Fußballnationalmannschaft, Assistenztrainer (1988–1990)
- Sparta Prag (1990)
- Slavia Prag (1991–1992)
- Auswahl der Tschechen und Slowaken (1993)

## Trivia
- Václav Ježek wurde 2001 in Tschechien zum Trainer des 20. Jahrhunderts gewählt.
- Ihm zu Ehren wird seit 1994 jährlich ein internationales U18-Turnier ausgespielt, das Mezinárodní turnaj Václava Ježka.